# Madonna-reliquiario di Santa Maria Maggiore
La Madonna col Bambino è un dipinto-reliquiario conservato nella chiesa di Santa Maria Maggiore di Firenze.

## Descrizione
Si tratta di una grande pittura su tavola con parti a rilievo in stucco (bassorilievo per i corpi, altorilievo per le teste della Madonna e del Bambino). Attorno alla Madonna sono dipinti sulla cornice gli apostoli (a figura intera lungo i lati verticali, a busto in quelli orizzontali), mentre la parte più in basso presenta due scene dipinte: un'Annunciazione e la Visita delle donne al sepolcro vuoto, che rappresentano tradizionalmente l'inizio e la fine delle storie mariane.
La presenza di pittura e rilievo è piuttosto arcaizzante (e non documentato nella tradizione fiorentina), così come la posa frontale o alcune decorazioni come le borchie sporgenti lungo la cornice. Gli apostoli che compaiono sono (in senso orario): San Mattia e San Taddeo a mezzo busto in alto; Sant'Andrea, San Giacomo Maggiore, San Tommaso e San Bartolomeo nella cornice destra; San Simone e San Matteo in basso; San Filippo, San Giacomo Minore, San Giovanni e San Pietro a sinistra.

## Storia
Non si hanno sicure tracce documentarie (nonostante il ricco archivio del Capitolo di Santa Maria Maggiore) prima dell'arrivo dei Carmelitani nella chiesa, nel 1521. A quell'epoca viene menzionata come una immagine antica della Madonna, che veniva scoperta solo in particolari periodi dell'anno. Interventi di restauro vennero messi in atto almeno nel 1890 (con uno sfortunato grattar via di vernice iscurita dal fondo dorato, che ha lasciato numerose ferite sulla superficie) e nel 1937 (quando fu blandamente ripulita e vennero rimosse alcune cornici settecentesche). Dal 1894 si trova nella cappella a sinistra dell'altare maggiore (Cappella di Bernardo Carnesecchi). In nessun documento è ricordato un forte attaccamento devozionale dei fiorentini, che ha fatto pensare alla mancanza di memoria circa le reliquie che essa contenesse o all'arrivo della pala a Firenze in epoca tarda, con i carmelitani.

### Attribuzione tradizionale
Tradizionalmente veniva attribuita a Coppo di Marcovaldo, uno dei pochissimi maestri fiorentini del Duecento del quale si conosca il nome. Questa attribuzione risale agli studi di Douglas del 1903 mentre Venturi nel 1907 la collocava come opera di fattura bizantina. Nel tempo fu la prima interpretazione a prevalere, anche se con molte perplessità, soprattutto quando si è cercato di inserirla nel percorso artistico del pittore (opera giovanile o della maturità?). La studiosa Coor Achenbach infine propose di leggere l'opera come collocata in un filone che portò a Coppo, riscontrando troppe differenze di stile con la pittura della tavola dei Servi di Siena, unica opera certa di Coppo (1946); tale posizione fu seguita anche da Longhi e da Garrison. Miklós Boskovits fece anche il nome di Meliore, per poi analizzare l'opera come superficialmente somigliante alle forme di Coppo, ma profondamente diversa nella resa pittorica delle figure.
In generale comunque l'attribuzione è restata stabile in un grande numero di studi, anche se alcune perplessità nascevano dal sospetto di alcune forzature a voler ricondurre le opere anteriori a Giotto a schemi precostituiti e lineari, senza approfondire il reale ambiente della pittura in quei secoli. Per esempio prima di Cimabue si conoscono i nomi di pochissimi pittori, ai quali vengono riferite una gran quantità di opere; ma dall'analisi di fonti secondarie (come per esempio un archivio notarile fiorentino del Duecento) si scopre come in realtà le botteghe di pittori all'epoca avesse registrati decine e decine di maestri (nell'esempio di Firenze, presso il solo notaio principale ce n'erano registrati 118).

### Il restauro del 2002

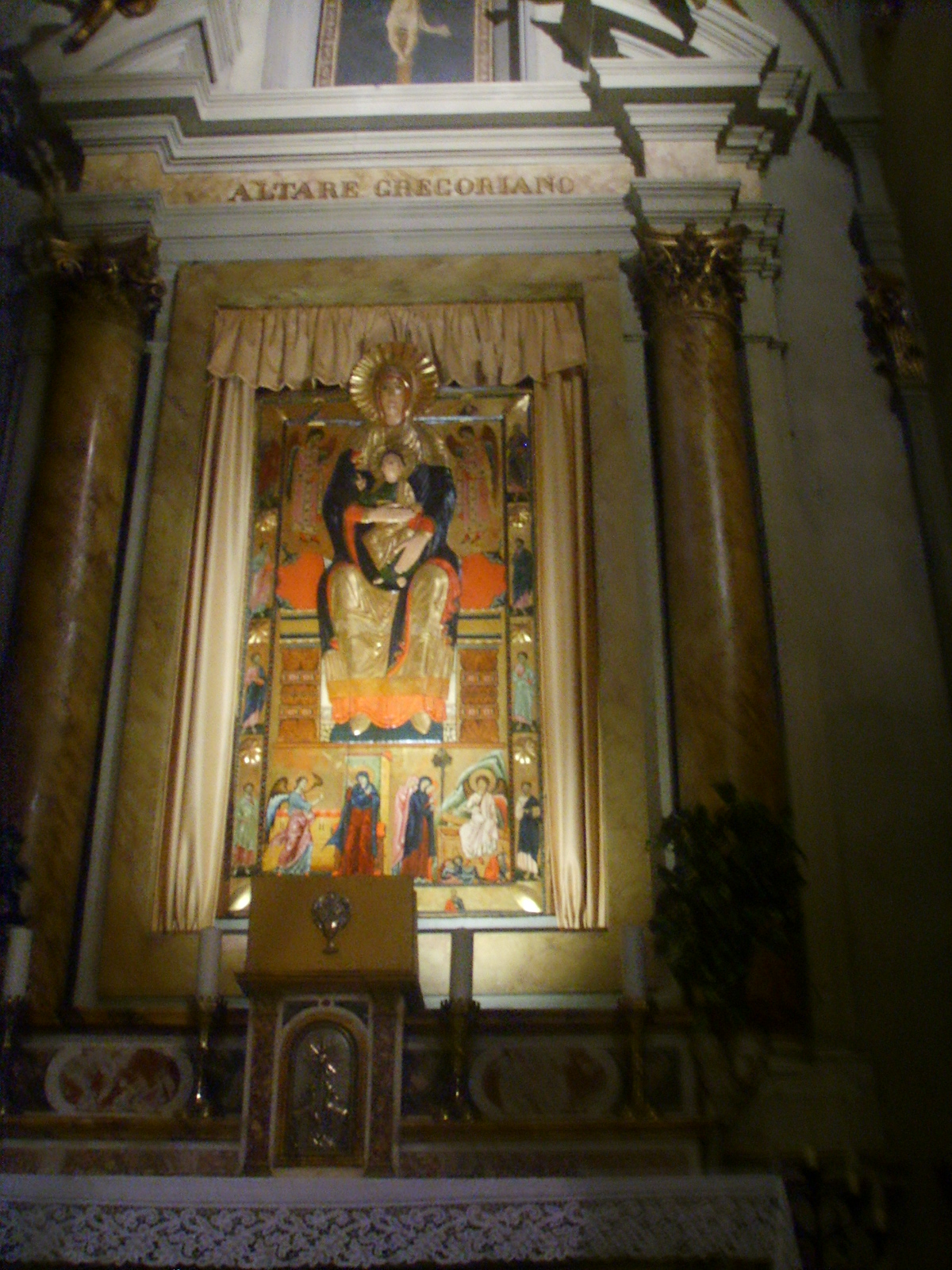
L'opera sull'altare dopo il restauro

La Madonna è stata sottoposta a un restauro nel 2002, da parte dell'Opificio delle Pietre Dure, in occasione del quale si sono potute togliere una serie di ridipinture che ne avevano alterato l'aspetto, soprattutto nei volti e nel manto del Bambino, e si è proceduto a una generale ripulitura che ha rivelato la splendente doratura e l'uso di alcuni colori tenui.
Durante gli studi si è constatato come il supporto usato fosse in legno di castagno, analogo a quello di altre opere toscane del XII secolo, ma mai usato nella pittura fiorentina del XIII secolo, quando si usavano già legni di pioppo e tiglio in maniera pressoché esclusiva a causa della meno rischiosa presenza di tannino, una sostanza che emanano alcuni legnami e che macchia lo strato di preparazione e talvolta anche la superficie pittorica.
Durante una radiografia si è scoperto che le cornici erano state ridorate e nascondevano una decorazione a racemi, di tipo islamico, chiaro influsso della scuola bizantina, presente anche in altre opere toscane. Inoltre sono saltati fuori alcune linee di decorazioni non presenti sulla superficie della tavola, che sono state spiegate come presenti sulla tela di lino, strappata e riutilizzata per tenere insieme gli strati di materiale preparatorio alla pittura. Ebbene queste decorazioni sono state ricomposte e hanno dato la sagoma di un crocifisso con le estremità dei bracci caratterizzate da pallini tondi agli angoli e da una voluta tondeggiante all'incrocio delle braccia: un motivo tipicamente bizantino che è attestato dal VI al XII secolo in area orientale. È chiaro quindi che chi aveva preparato la tavola aveva riutilizzato un vecchio arredo liturgico, che non doveva essere estraneo alla sua cultura. Anche il diffuso uso di punzoni sulla doratura è piuttosto inconsueto per l'area toscana fino al XIII secolo.
Altre perplessità sono nate dallo spessore e dall'alto grado di finezza dell'oro, usato in maniera più povera nella scuola toscana, e dall'uso di alcuni colori, riscoperti con la pulitura del restauro, quali l'indaco e i delicati rosa, grigi, violetti, che in Toscana si conoscono solo dopo le esperienze del senese Duccio di Buoninsegna.
A un esame al carbonio 14, si è scoperto che il legno risaliva ad un periodo tra la fine dell'XI e gli inizi del XII secolo: anche prevedendo qualche decennio di stagionatura, la pittura non poteva essere stata stesa più di un secolo dopo, non essendoci tracce di un reimpiego di una tavola già dipinta; la colla usata nella preparazione a gesso degli strati pittorici invece risaliva al X secolo, cosa che è stata spiegata con l'usanza di preparare tale ingrediente usando vecchie pergamene, come documentato anche in antichi ricettari come quello di Teofilo.
Durante il sopralluogo per il prelievo dei campioni da analizzare furono trovati due piccoli fori chiusi da tappi in cera in corrispondenza della testa della Vergine e di quella del Bambino. Essi coprivano due cavità delle quali si era persa la memoria, ciascuna contenente un piccolo sacchetto con un velo, fili di tessuto, un frammento di legno e una placchetta di stagno ripiegata che celava un cartiglio con un'iscrizione parzialmente danneggiata che testimoniava la presenza di una reliquia: Lignum sanctae Crucis nec non et / reliquiae sancti ... (segue un nome illeggibile). La scrittura è riferibile a quella dell'Italia centrale tra il 1125 e il 1175. La stoffa di uno dei due sacchetti, in seta, è stata attribuita a una manifattura del Mediterraneo orientale tra l'XI e il XIII secolo.
Anche l'iconografia, in particolare la disposizione degli apostoli, fissa in opere coeve di scuola bizantina, ha fatto pensare a un artista costantinopolitano.
Rimane un mistero su come si sia persa la memoria di questa reliquia, senza particolari connessioni devozionali, tanto che la mancanza dei consueti sigilli in ceralacca, obbligatori per le reliquie dopo la Controriforma, fa capire come già nel Cinquecento si ignorasse tale presenza.

### Nuova attribuzione
Non si può escludere l'ipotesi di pittori diversi tra le varie parti, ma non tanto tra quelle in rilievo e in piano, che presentano analogie tra gli elementi, quanto tra alcune figure più complesse, come l'Annunciazione e alcuni apostoli, e altre più semplici, sebbene la tecnica usata sia uniforme in tutta la tavola.
Molti elementi hanno portato a una retrodatazione almeno alla fine del XII secolo e sebbene non si possa pienamente accettare l'idea di un'opera proveniente da Bisanzio (per le grandi dimensioni della stessa tavola, tipicamente occidentale), si è ipotizzato che a dipingerla fosse stato un anonimo pittore formatosi in ambito bizantino (per esempio anche a Pisa) e operante in Italia, magari in collaborazione con uno o più artisti locali che impostarono il grande formato da altare e la tipologia. La linea dei panneggi o delle capigliature per esempio è troppo sofisticata, sicura, minuziosa, che non si riscontra nello schematismo dei toscani duecenteschi come Coppo.
La tavola può essere letta quindi come l'incontro tra una committenza locale e un artista portatore della cultura bizantina, la cui lezione fu forse troppo prematura per essere immediatamente assorbita dalla scuola locale, ma che fu forse seguita da alcuni artisti più aperti ai nuovi influssi (Maestro di Vico l'Abate, Maestro del San Francesco Bardi...) dando il via a un filone diverso dalla scuola locale, che diede però i suoi frutti nel tempo influenzando solo nel secolo successivo artisti come Coppo di Marcovaldo stesso.
Sarebbe anche la prima opera dove si è riscontrata la tecnica "a levare", cioè attraverso la scalfitura nel particolare decorativo dei racemi, di un colore steso sopra un altro (rosso steso sulla doratura e poi grattato via per formare la decorazione).
In quest'ottica si può dare a quest'opera un suo rilievo del tutto particolare nel panorama del Duecento toscano, quale anello di passaggio alternativo alla produzione artistica più diffusa, tra la scuola bizantina e quella italiana, prima di venire completamente superata (e forse anche stigmatizzata quale rozzo arcaicismo) dalla ricerca di tridimensionalità della scuola di Giotto.